# Hundsangen
Hundsangen est une municipalité de l'arrondissement de Westerwald en Rhénanie-Palatinat (Allemagne). Il compte 2 200 habitants.
À côté de la possibilité d'être membre d'un des nombreux clubs ou à visiter le local piscine en plein air, offre Hundsangen l'environnement une nature intacte. De bonnes connexions dans la zone Rhin Main et la région de Cologne / Bonn par la route fédérale Huit, ainsi que des bretelles d'autoroute et Inter City Express gares et dans le Limbourg Montabaur preuve de la bonne situation du trafic.